# Dacia MC
Dacia MC – prototypowy model rumuńskiej marki Dacia zaprojektowany przez studenta wzornictwa z Rumunii Andrusa Cipriana. Samochód powstał niezależnie od marki bez planów jego produkcji. Auto wygląda jak muscle car. Auto bazuje na modelach Dacia 1310, Ford Mustang, Dodge Challenger oraz Chevrolet Camaro. Pod maską auta znajduje się silnik V8 współpracujący z 6-biegową manualną skrzynią biegów przenoszącą napęd na tylną oś pojazdu.